# Christoph Hartung von Hartungen (Mediziner, 1849)

Christoph Hartung von Hartungen (1911)

Christoph Hartung von Hartungen (rechts) im Gespräch mit Detlev von Arnim-Kröchlendorff

Der Arzt umringt von Freunden und Patienten im Ultental, darunter Heinrich Mann und Hermione von Preuschen

Hartungshausen, die Residenz von Christoph Hartung von Hartungen im Ultental, um 1908

Christoph Hermann Hartung von Hartungen (* 8. Juni 1849 in Wien; † 15. April 1917 in Terlan; nach familieninterner Zählung Christoph IV.) war ein österreichischer Arzt.

## Leben
Christoph Hartung wurde am 8. Juni 1849 in Wien als ältester Sohn des Arztes Erhard Hartung und der Maria Habermann, Tochter eines Iglauer Tuchfabrikanten, geboren. Sein Bruder war Eugen Hartung von Hartungen, städtischer Obertierarzt und landwirtschaftlicher Akademiker in Wien. Im Jahr 1867 wurde Erhard Hartung von Franz Joseph I. mit dem Prädikat „von Hartungen“ in den erblichen österreichischen Adelsstand erhoben, der sich auch auf alle seine Nachkommen erstreckte.
Nach Besuch des Akademischen Gymnasiums in Wien und des Stiftsgymnasiums Melk maturierte Christoph Hartung von Hartungen 1867 am Josephstädter Gymnasium in Wien. Anschließend absolvierte er ein Studium der Medizin an der Universität Wien, unter anderem bei Theodor Billroth, Ernst Wilhelm von Brücke, Josef Redtenbacher, Carl von Rokitansky, Johann von Oppolzer, Johann Anton Dlauhy und Joseph Hyrth. Am 24. Juni 1873 wurde er promoviert. Anschließend bildete er sich am Allgemeinen Wiener Krankenhaus und an Instituten mit dem Schwerpunkt Neurologie fort. Daneben betrieb er bei seinem Vater Studien in Homöopathie und Naturheilkunde. Danach arbeitete er zusammen mit seinem Vater als freiberuflicher Arzt in Wien. 

### Hygienischer Verein Oesterreich
Hartung von Hartungen gründete 1887 – basierend auf philosophischen Überlegungen zur Errichtung einer ethischen, gerechten und rationalen Gesellschaft – zusammen mit Mitstreitern den reformatorisch ausgerichteten Hygienischen Verein Oesterreich, der die präventive Bedeutung der Hygiene für die Gesundheit propagieren und durchaus auch auf niedere soziale Schichten aufklärerisch einwirken sollte.

### Sanatorium Dr. von Hartungen am Gardasee
1888 zog er nach Riva am Gardasee, wo er das Reform-Sanatorium von Hartungen in Form einer Natur- und Wasserheilanstalt mit Lufthütten-Kolonie gründete. Es handelte sich dabei um eines der ersten dieser Art in Österreich, wo unter Einschluss der Hygiene und Diätetik Heilung nach einer ökologisch orientierten Medizin, nach einer die Umwelt, Mitwelt und Inwelt des Menschen einschließenden Behandlung angestrebt wurde. Weiters wurde dort Homöopathie praktiziert, sowie Gesundheitserziehung durch einen geistigen, moralischen und ethischen Bewusstseinswandel zu beeinflussen versucht. Auch die damals moderne Psychoanalyse, besonders aber die menschliche, geistige Zuwendung zum Leidenden, waren Teil der Therapie dieses Lebensreformers.
1893 verstarb Hartung von Hartungens erste Ehefrau Clara geb. Winter, Tochter des Großkaufmanns Carolus Antonius Franciscus Winter. In der Folge heiratete er die aus dem Trientiner Adel stammende Vittoria de Baroni-Berghof. Mit beiden Frauen zusammen hatte er insgesamt acht Kinder, darunter Erhard (III.), Christoph (V.), Heinrich und Hartmut.
Um 1900 war das Sanatorium Dr. von Hartungen international bekannt und gesucht und Treffpunkt der Bourgeoisie, darunter zahlreicher Schriftsteller, Künstler, Wissenschaftler und Aristokraten, von denen viele diesen Arzt zeitlebens als Messias im Gedächtnis behielten. Noch heute erinnern Straßennamen in Riva an prominente Gäste wie Thomas und Heinrich Mann, Franz Kafka, Hermann Sudermann, Friedrich Nietzsche und Rainer Maria Rilke. Hartung von Hartungen nahm in zahlreichen Schriften und Vorträgen zu psychologischen, medizinischen, hygienisch-diätischen, homöopathischen, politischen, literarisch-philosophischen und sozialen Themen Stellung. Er war Mitglied der Anthropologischen Gesellschaft Österreichs, des Vereins der homöopathischen Ärzte Österreichs, Gründer des Freien Hygienischen Blattes und des Anti-Anarchisten, sowie Träger des Marianerkreuzes des Deutschen Ritterordens.
Hartung von Hartungen hatte sich bereits früh an Schopenhauer, Kant, Spinoza, Feuerbach und Hegel gebildet, lebte mit Sokrates, Horaz, Plutarch und Goethe. Er wurde als glänzender charismatischer Gesellschafter aus Neigung, als unabhängiger, toleranter und gütiger Geist, gar als „Zarathustra-Gestalt“ beschrieben. Heinrich Mann, der lebenslange Seelenfreund, schrieb 1902: „Er ist ein wirklicher Arzt, also von einer sehr seltenen Gattung. Eine Persönlichkeit, die auf andere übergreift, nach allen Seiten austeilend, aufrichtend, fördernd und selber beglückt durch das Gefühl ihrer Wirkungen. Er wird sie auf wienerische Art mit betäubender Liebenswürdigkeit geistig vergewaltigen, daß kein Besinnen auf die Krankheit mehr freisteht.“ Fast 50 Jahre später führte er weiter aus: „Sie sieht das System, menschengleich, in Gestalt des Mannes, der sie einst darüber belehrt hat. Ein Fünfziger mit gestutztem weißen Bart, einmal verbauert, einmal ein eleganter Wiener Doktor, Frauenjäger wie die Genies seiner Art. Er kann schrecklich herabgestimmt werden, aus dem Tiefsten ist er heiter. Er war der Mann, der atmen lehrte, in seiner Gewißheit über die Erregungen der körperlichen Mitte.“ Auch Thomas Mann blickte am Lebensabend zurück auf diesen Arzt und schrieb dem Sohn: „Von Ihrem unvergesslichen Vater ist zwischen uns in all den Jahrzehnten so manches Mal noch die Rede gewesen, wenn wir uns unserer gemeinsamen Aufenthalte in Riva und auch der Begegnungen mit Ihnen im Gespräch erinnerten…“
Während der Sommermonate übernahm Hartung von Hartungen die medizinische Betreuung der Gäste des in Mitterbad in Ulten gelegenen bekannten arsen- und eisenhaltigen Kurbades. Von 1904 bis 1906 ließ er in St. Nikolaus im hinteren Talabschnitt seinen mit modernstem Komfort ausgestatteten Sommersitz Hartungshausen – ganz aus Zirbelholz – erbauen. Auch an seinen Ultner Wirkungsstätten nahm er berühmte Freunde und Patienten in Empfang, etwa Thomas Mann, der hier die Buddenbrooks vollendete („es lebt sich gut und erholsam hier…“).
Zu Hartung von Hartungens umfangreichem Freundes- und Patientenkreis gehörten unter anderem Heinrich, Thomas und Carla Mann, Hermann und Clara Sudermann, Christian Morgenstern, Rudolf Steiner, Peter Rosegger, Hermione von Preuschen, Franz Defregger, Alexander Girardi, Katharina Schratt, Cesare Lombroso, Karl May, Sigmund Freud, Daniela von Bülow, Henry Thode, Anton Josef Kardinal Gruscha, Wilhelm Stekel, Sebastian Kneipp und das Fürstenhaus Liechtenstein.
In den Jahren 1906 und 1907 zog sich Hartung von Hartungen von der Leitung des Sanatoriums, eines „vibrierenden Laboratoriums europäischen Geistes“, zurück, die nun sein Sohn Erhard (III.) mit zeitweiliger Assistenz des jüngeren Bruders Christoph (V.) übernahm, und übersiedelte mit seiner Familie nach Meran, wo er als Kurarzt, wie auch in Mitterbad und Hartungshausen, weiterhin eine exklusive Klientel betreute. So übernahm er die letzte ärztliche Behandlung von Christian Morgenstern, der in seinen Armen an den Folgen der Tuberkulose starb.
Hartung von Hartungen starb am 15. April 1917 in Terlan im Etschtal (nahe Bozen), wo er bis zuletzt verwundete Soldaten betreut hatte. Heinrich Mann sorgte für die Einäscherung seines Freundes in München. Seine Urne wurde in der Hartungschen Familiengruft in Arco beigesetzt.
Ihm zu Ehren hat die Stadt Riva im Jahre 2000 eine Straße im Zentrum nach seinem Namen benannt.

## Schriften
- Über virile Schwäche und deren Heilbarkeit auf inductivem Wege. Wien 1884.
- Einige Gedanken über die Lösung der Erwerbsfrage als Wirthschaftsfrage im Grossen und Kleinen in ihrer Grundbeziehung zur heutigen Gesellschaftsfrage. Wien 1886.
- Ehrenwerther Arbeiter. Weidling 1887.
- Empfindungen und Gedanken eines unserer Planetenbewohners über die Attractions- und Repulsionsverhältnisse der Erde zum heutigen Menschen. Wien 1887.
- Über Hydrotherapie, Diät-Curen, Massage und Suggestion. In: Ärztlicher Central-Anzeiger. Wien (1889–1890).
- Der Gardasee mit specieller Berücksichtigung der Eisenbahn Mori-Arco-Riva, und Gardone Riviera (= Städtebilder und Landschaften aus aller Welt. Nr. 96.97). Städtebilder-Verlag, Zürich 1891.
- Die Hygiene der Krankenpflege. Wien 1891.
- Handbuch der klimatischen Heilkunde. Berlin 1892.
- Die Medizin, die Naturheilweise und das Volk. Reichenberg 1893.
- Unsere Zukunft oder ein Wort für die Naturheilmethode. In: Freies Hygienisches Blatt. Riva 1893.
- Das Universum und der Mensch. In: Freies Hygienisches Blatt. Riva 1894.
- Wissenschaft und Publikum. Arco 1895.
- Die hygienische Leibsorge des Lungenkranken. Arco 1897.
- Der hohle Socialismus der Gegenwart und seine Gefahren für Gesellschaft wie Staat. In: Der Anti-Anarchist. Riva 1902.
- Die Bestimmung des Arztes. In: Der Anti-Anarchist. Riva 1902.
- Heilmethoden-Konstitution-Diät. Meran 1908.
- Über Selbstkultur-Homöopathie-öffentliche Gesundheitspflege. In: Berliner homöopathische Zeitschrift. Berlin 1912.
- Bekenntnisse eines Narren im 20. Jahrhundert. Meran (1915/1916).